# Sangue ribelle (film 1946)
Sangue ribelle (Driver dagg faller regn) è un film del 1946, diretto da Gustaf Edgren.

## Trama
Marit è costretta dal padre a sposare un uomo che non ama, decide quindi di fuggire con l'innamorato e trasferirsi con lui nella capanna di un vecchio pescatore.
La famiglia avrà modo di riconciliarsi con la nascita del figlio.

## Produzione
Il film fu prodotto dalla Fribergs Filmbyrå AB e dalla Svensk Filmindustri (SF).